# Breathe (Vladana-dal)
A Breathe (magyarul: Lélegezni) Vladana montenegrói énekesnő dala, mellyel Montenegrót képviselte a 2022-es Eurovíziós Dalfesztiválon Torinóban. A dal belső kiválasztás során nyerte el a dalversenyen való indulás jogát.

## Eurovíziós Dalfesztivál
2022. január 4-én vált hivatalossá, hogy a montenegrói műsorsugárzó (RTGC) az énekesnőt választotta ki az ország képviseletére a 2022-es Eurovíziós Dalfesztiválon. A következő nap vált hivatalossá a dal címe. A videoklip forgatása február elején kezdődik, míg a dalt március 4-én tették közzé a dalfesztivál hivatalos YouTube csatornáján.
A dalfesztivál előtt a román nemzeti döntőben, Stockholmban, Barcelonában, Tel-Avivban, Londonban, Amszterdamban és Madridban eurovíziós rendezvényeken népszerűsítette versenydalát.
Az Eurovíziós Dalfesztiválon a dalt először a május 12-én rendezett második elődöntőben adta elő fellépési sorrend szerint tizenötödikként a Lengyelországot képviselő Ochman River című dala után és a Belgiumot képviselő Jérémie Makiese Miss You című dala előtt. Az elődöntőben a nézői szavazatok és a nemzetközi zsűrik pontjai alapján nem került be a dal a május 14-én megrendezésre került döntőbe. Összesítésben 33 ponttal a 17. helyen végzett.
A következő montenegrói induló Nina Žižić Dobrodošli című dala volt a 2025-ös Eurovíziós Dalfesztiválon.

## A dal háttere
A dal az énekesnő közelmúltjában bekövetkezett tragédiáról szól, ami megrázta őt. Az angol verzió mellett egy olasz és finn nyelvű változatot is megjelenítenek, ezzel tisztelegve a rendező országnak.
A dal valami leírhatatlan csoda folytán „kiszállt” belőlem, és nyugodtan mondhatom, hogy ez nem más, mint a szívem, ami apró darabokra tört, zenévé és szavakká változott.